# Bucculatrix acrogramma
Bucculatrix acrogramma là một loài bướm đêm thuộc họ Bucculatricidae. Nó được tìm thấy ở Úc.